# Dengue-Virus

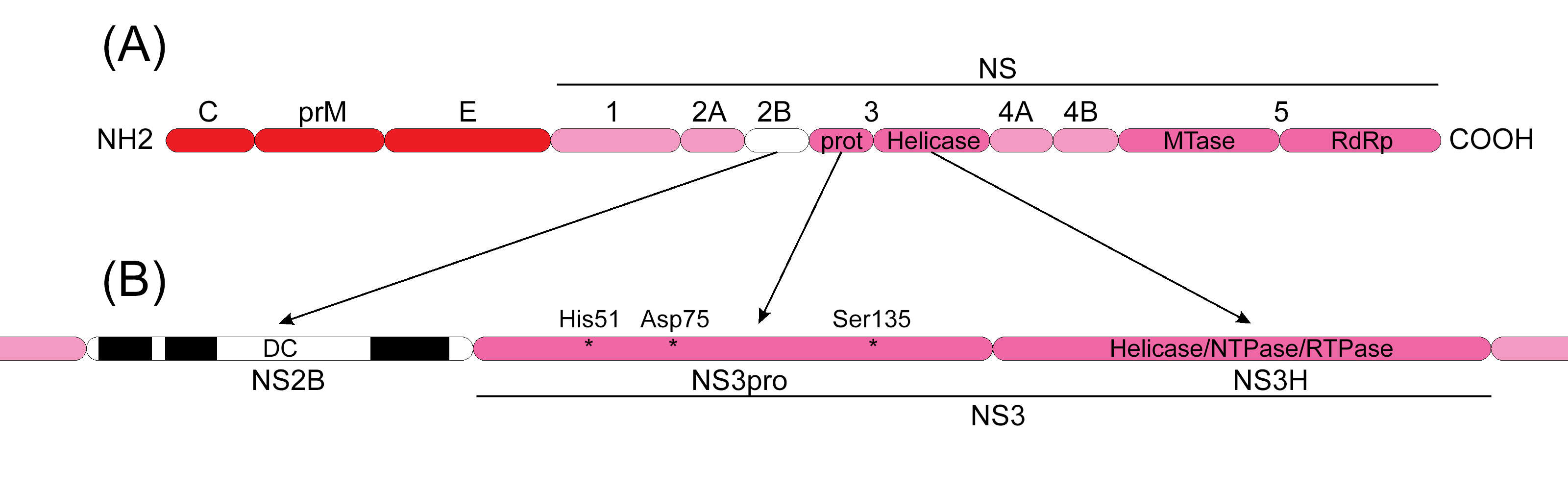
Genomkarte des Dengue-Virus

Das Dengue-Virus (DENV, Spezies Orthoflavivirus denguei) ist ein Virus, das in Menschen und anderen Primaten ein hämorrhagisches Fieber, das so genannte Denguefieber, auslösen kann. Das Virus wird durch Stechmücken verschiedener Gattungen (z. B. Aedes) übertragen. Beim Stechen eines infizierten Primaten nimmt die Mücke das Virus auf, das sich dann in der Mücke weiter vermehrt und die Speicheldrüsen infiziert. Über den Speichel wird es beim nächsten Stich weitergegeben.

## Eigenschaften
Das Dengue-Virus gehört zu der Familie der Flaviviridae, deren Mitglieder typischerweise eine einzelsträngige RNA mit positiver Polarität als Genom besitzen, das von einem sphärischen Kapsid umgeben ist. Das RNA-Genom liegt mit dem dimerisierten Kapsidprotein C komplexiert als Nukleokapsid vor.
Das Kapsid wird von einer von der Wirtszelle abgeleiteten Membran umhüllt, in welche die strukturellen Proteine M und E eingelagert sind. Insbesondere das Protein E ist prominent auf der Oberfläche des Viruspartikels (Virions) und wirkt deshalb als Antigen. 
Die positivsträngige RNA ist etwa 11.000 Nukleotide lang und umfasst nur einen offenen Leserahmen, der für ein Polyprotein codiert. Proteasen schneiden dieses Polyprotein in die drei strukturellen (C, prM, E) und in die sieben nicht-strukturellen Proteine (NS1, NS2A, NS2B, NS3, NS4A, NS4B, NS5); die Aufzählung entspricht der Anordnung der für die Proteine codierenden Gene auf dem Genom.
Es sind vier Serotypen (DENV1 bis DENV4) beschrieben, möglicherweise existiert noch ein fünfter.
Infektionen mit dem Dengue-Virus können zur Ausbildung infektionsverstärkender Antikörper führen, die eine Herausforderung bei der Entwicklung von Dengue-Virus-Impfstoffen darstellen.

## Meldepflicht
In Deutschland ist der direkte oder indirekte Nachweis des Dengue-Virus namentlich meldepflichtig nach § 7 des Infektionsschutzgesetzes, soweit der Nachweis auf eine akute Infektion hinweist.
In der Schweiz ist der positive laboranalytische Befund zum Dengue-Virus meldepflichtig und zwar nach dem Epidemiengesetz (EpG) in Verbindung mit der Epidemienverordnung und Anhang 3 der Verordnung des EDI über die Meldung von Beobachtungen übertragbarer Krankheiten des Menschen.